# 게오르크 폰 프룬츠베르크

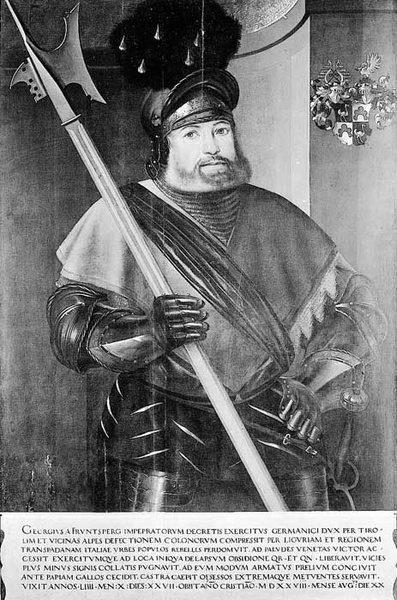

게오르크 폰 프룬즈베르크(독일어: Georg von Frundsberg, 1473년 ~ 1528년)은 신성로마제국의 막시밀리안 1세와 카를 5세의 휘하에서 복무했다.
그는 1499년 스위스와 벌어진 슈바벤 전쟁(Swabian War)에 참전했으며, 같은 해에 프랑스에 맞선 밀라노 공작 루도비코 스포르차를 지원하기 위해 제국군과 함께 파병되었다.
제2차 세계 대전 동안, 무장친위대의 10 SS기갑사단에 그의 성인 프룬즈베르크(Frundsberg)가 별칭으로 붙여졌다.

## 같이 보기
- 신성로마제국
- 10 SS기갑사단 프룬즈베르크
- 슈바벤 전쟁